# Bezimiànnoie (Saràtov)
|  | Per a altres significats, vegeu «Bezimiànnoie». |

Bezimiànnoie (en rus: Безымянное) és un poble de l'óblast de Saràtov, a Rússia, segons el cens del 2019 tenia 1.456 habitants. Pertany al districte municipal d'Engels.